# Ricky van Haaren
Pour les articles homonymes, voir Haaren (homonymie).
Ricky van Haaren est un footballeur néerlandais, né le 21 juin 1991 à Rotterdam. Il évolue au poste de milieu offensif.

## Palmarès
Vierge

## Statistiques
| Saison    | Club                | Pays           | Championnat        | Coupes nationales | Coupes d'Europe | Pays-Bas |
| --------- | ------------------- | -------------- | ------------------ | ----------------- | --------------- | -------- |
| 2009-2010 | Feyenoord Rotterdam | Eredivisie     | 1 match            | -                 | -               | -        |
| 2010-2011 | Feyenoord Rotterdam | Eredivisie     | 12 matchs          | -                 | -               | -        |
| 2011-2012 | Feyenoord Rotterdam | Eredivisie     | 8 matchs           | 1 match           | -               | -        |
| 2012-2013 | VVV Venlo           | Eredivisie     | 31 matchs          | 1 match           | -               | -        |
| 2013-2014 | ADO La Haye         | Eredivisie     | 27 matchs / 1 but  | -                 | -               | -        |
| 2014-2015 | FC Dordrecht        | Eredivisie     | 21 matchs / 1 but  | 2 matchs / 1 but  | -               | -        |
| 2015-2016 | Dinamo Bucarest     | Liga I         | 8 matchs           | 2 matchs          | -               | -        |
| 2015-2016 | Şanlıurfaspor       | 1.Lig          | 8 matchs           | -                 | -               | -        |
| 2016-2017 | FC Dordrecht        | Eerste Divisie | 15 matchs / 3 buts | 1 match           | -               | -        |

Dernière mise à jour le 17/02/2017